# ヴァシリコ・スヴャトスラヴィチ
ヴァシリコ・スヴャトスラヴィチ（ベラルーシ語: Васілька Святаславіч 、? - 1144年）は、ヴィテプスク公家出身のポロツク公である。ヴィテプスク公スヴャトスラフ・フセスラヴィチの子。ポロツク公：1132年 - 1144年。

## 経歴
1129年、キエフ大公・ムスチスラフ1世はポロツク公国への遠征を行い、捕らえたすべてのポロツクの公と家族を、領土を没収してビザンツ帝国へ送った。この追放された人々の中にヴァシリコも含まれていたことが判明している。また、ヴァシリコはおそらく追放先で軍事司令官を勤めていたと思われる。
しかし、追放の2、3年後には既にビザンツから帰還し、具体的な場所は不明であるものの領土を受領している。L.ヴォイトヴィチは、1130年から1132年の間、ヴィテプスク公の座についていたと推測している。一方O.M.ラーパフは、1132年にはイジャスラヴリ公であったとしている。いずれにせよ、1132年にはポロツクの人々によってムスチスラフ1世の子のスヴャトポルクが公の座を追われ、ヴァシリコはポロツク公に招かれた。
ヴァシリコの統治についてほとんど何も知られていないが、公の座に留任するために、ムスチスラフ1世の子たちを支援する方策を採っていた。1138年、ムスチスラフ1世の子のノヴゴロド公フセヴォロド がノヴゴロドから追放され、ポロツクを通り過ぎたとき、ヴァシリコは彼の名誉と十字架に誓って、フセヴォロドを送迎している。
1143年に自分の娘・マリヤと、チェルニゴフ・オレグ家のスヴャトスラフとの婚姻を結ばせたが、それ以降のヴァシリコに関する記述はない。推定では1144年に死去した。

## 妻子
妻の名前は不明である。以下の人物が子として言及されるが、何人の子がいたかは正確にはわかっていない。
- フセスラフ（? - 1186年頃）：ヴィテプスク公：1132年 - 1162年、1175年以前 - 1178年、1180年以降 - 1186年ごろ。ポロツク公：1162年 - 1167年、1167年 - 1175年以前、1178年 - 1180年以降。
- オリガ（生没年不明）：修道女。洗礼名エヴドキヤ。
- ブリャチスラフ（1140年頃 - 1186年頃）：イジャスラヴリ公：1158年 - 1159年。ヴィテプスク公：1168年 - 1175年以前、1178年 - 1181年以降。
- ヴォロドシャ（? - 1160年以降）
- イジャスラフ(ru)（? - 1185年以前）
- マリヤ（生没年不明）：キエフ大公妃。
- フセヴォロド(ru)（? - 1185年以降）:グロドノ（フロドナ）公。